# Beach soccer ai Giochi del Mediterraneo sulla spiaggia
Il beach soccer è inserito nel programma dei Giochi del Mediterraneo sulla spiaggia sin dall'edizione inaugurale che si è svolta nel 2013, comprendendo solamente un torneo maschile. 

## Edizioni
| Giochi | Anno | Sede      | Gare |
| ------ | ---- | --------- | ---- |
| I      | 2015 | Pescara   | 1    |
| II     | 2019 | Patrasso  | 1    |
| III    | 2023 | Heraklion | 1    |

## Medagliere complessivo
Aggiornato alla terza edizione
| Pos.   | Paese      | Oro | Argento | Bronzo | Totale |
| ------ | ---------- | --- | ------- | ------ | ------ |
| 1      | Italia     | 2   | 0       | 0      | 2      |
| 2      | Spagna     | 1   | 0       | 0      | 1      |
| 3      | Portogallo | 0   | 2       | 0      | 2      |
| 3      | Egitto     | 0   | 1       | 0      | 1      |
| 5      | Francia    | 0   | 0       | 1      | 1      |
| 5      | Libia      | 0   | 0       | 1      | 1      |
| 5      | Egitto     | 0   | 0       | 1      | 1      |
| Totale | Totale     | 3   | 3       | 3      | 9      |